# Manzanares de Rioja
Manzanares de Rioja is een gemeente in de Spaanse provincie en regio La Rioja met een oppervlakte van 17,91 km². Manzanares de Rioja telt 83 inwoners (1 januari 2016).

## Demografische ontwikkeling

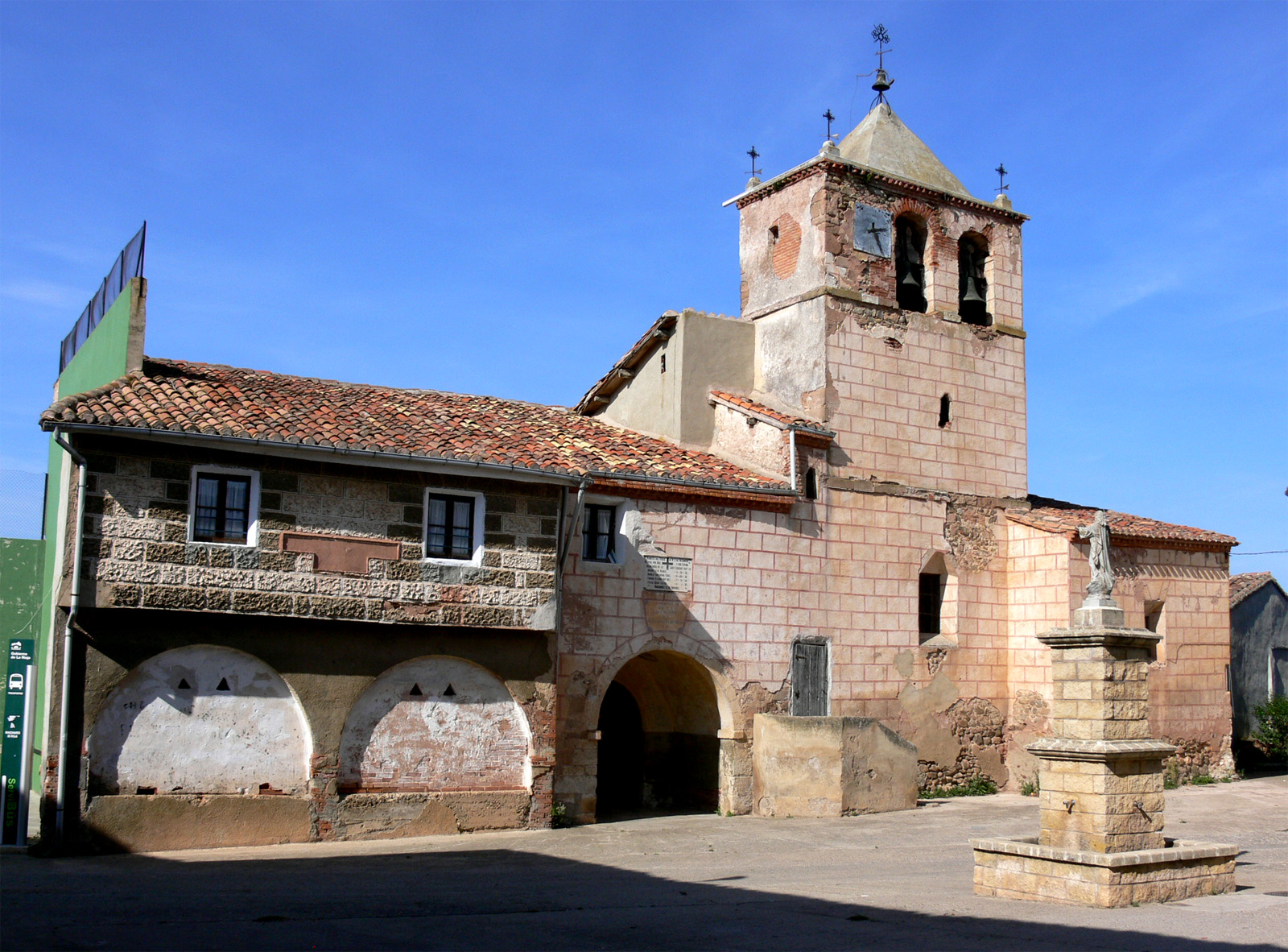
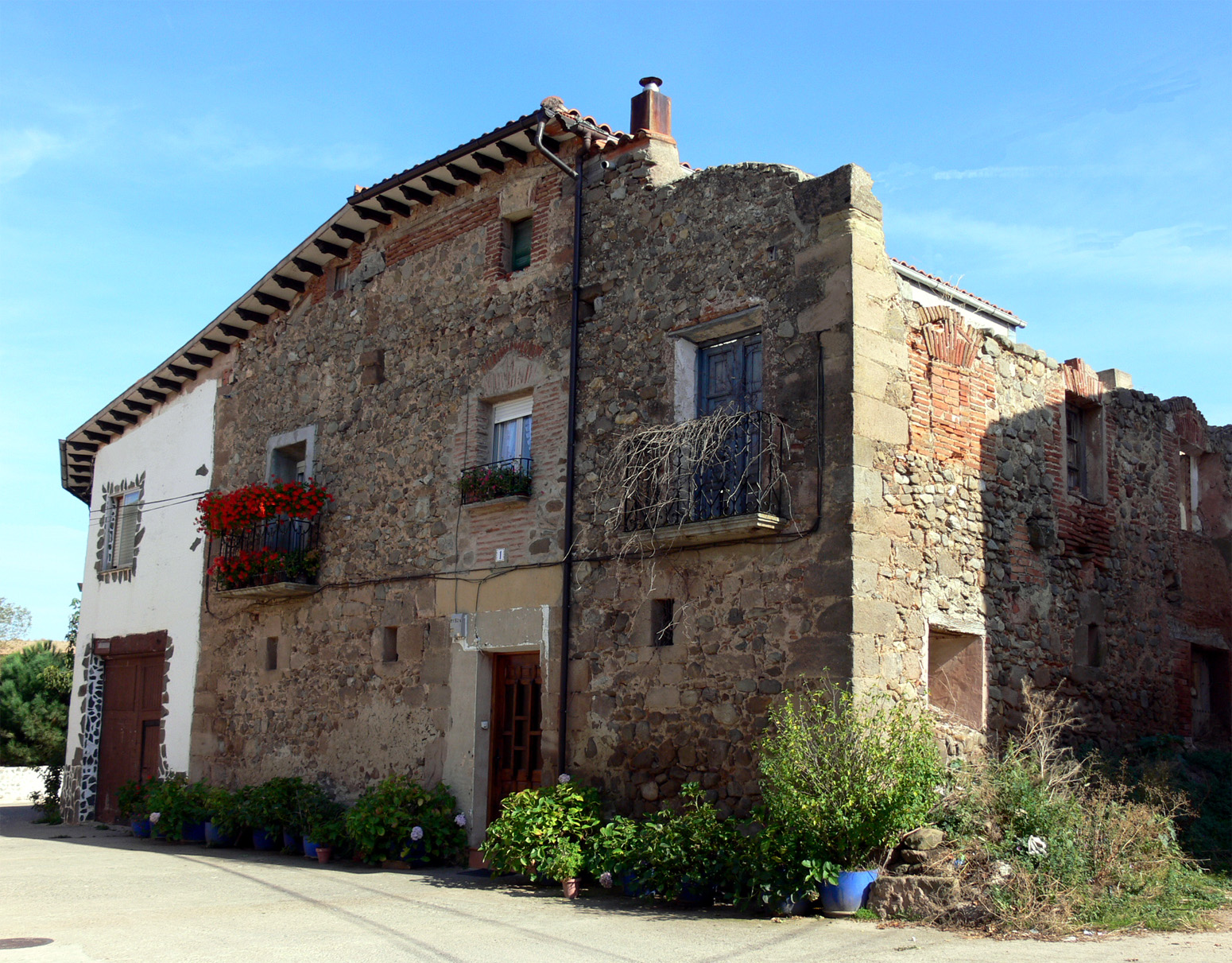

Bron: INE, 1857-2011: volkstellingen
Opm.: In 1857 werd de gemeente Gallinero de Rioja aangehecht